# Zero (serie televisiva)
Zero è una serie televisiva italiana del 2021 prodotta da Fabula Pictures e Red Joint Film per Netflix, liberamente ispirata al romanzo Non ho mai avuto la mia età di Antonio Dikele Distefano.
Il trailer è stato diffuso il 2 marzo 2021.
La serie è stata cancellata da Netflix dopo una stagione.

## Trama
Omar è un ragazzo italiano di seconda generazione di origini senegalesi che vive in una periferia di Milano. Timido al punto di sentirsi invisibile: ciò si trasforma in uno straordinario superpotere, che lo rende davvero invisibile quando prova forti emozioni.
La sua storia si intreccia con quella di altri ragazzi che vivono come lui nel Barrio e vogliono preservare la loro casa e il quartiere dove sono cresciuti, minacciato dalla speculazione edilizia.

## Episodi
| Stagione       | Episodi | Pubblicazione Italia |
| -------------- | ------- | -------------------- |
| Prima stagione | 8       | 2021                 |

## Personaggi e interpreti
- Omar/Zero, interpretato da Giuseppe Dave Seke.
- Sharif, interpretato da Haroun Fall.
- Anna, interpretata da Beatrice Grannò.
- Momo, interpretato da Richard Dylan Magon.
- Sara, interpretata da Daniela Scattolin.
- Inno, interpretato da Madior Fall.
- Awa, interpretata da Virginia Diop.
- Robbi, interpretata da Elisa Wong
- Rico, interpretato da Miguel Gobbo Diaz.
- Sandokan, interpretato da Frank Crudele.
- Marieme, interpretata da Ashai Lombardo Arop.
- Vidya, interpretata da Serena de Ferrari.
- Carolina, interpretata da Susanna Acchiardi.
- Thierno, interpretato da Alex Van Damme.
- La Vergine, interpretata da Roberta Mattei.
- Andrea Ricci, interpretato da Giordano de Plano.